# 7631 Vokrouhlický
(7631) Vokrouhlicky, denumire internațională (7631) Vokrouhlický, este un asteroid din centura principală de asteroizi.

## Descriere
7631 Vokrouhlický este un asteroid din centura principală de asteroizi. A fost descoperit pe 20 noiembrie 1981 la Stația Anderson Mesa de Edward L. G. Bowell. Asteroidul prezintă o orbită caracterizată de o semiaxă mare de 2,37 ua, o excentricitate de 0,28 și o înclinație de 4,0° în raport cu ecliptica.